# برنامج لونا

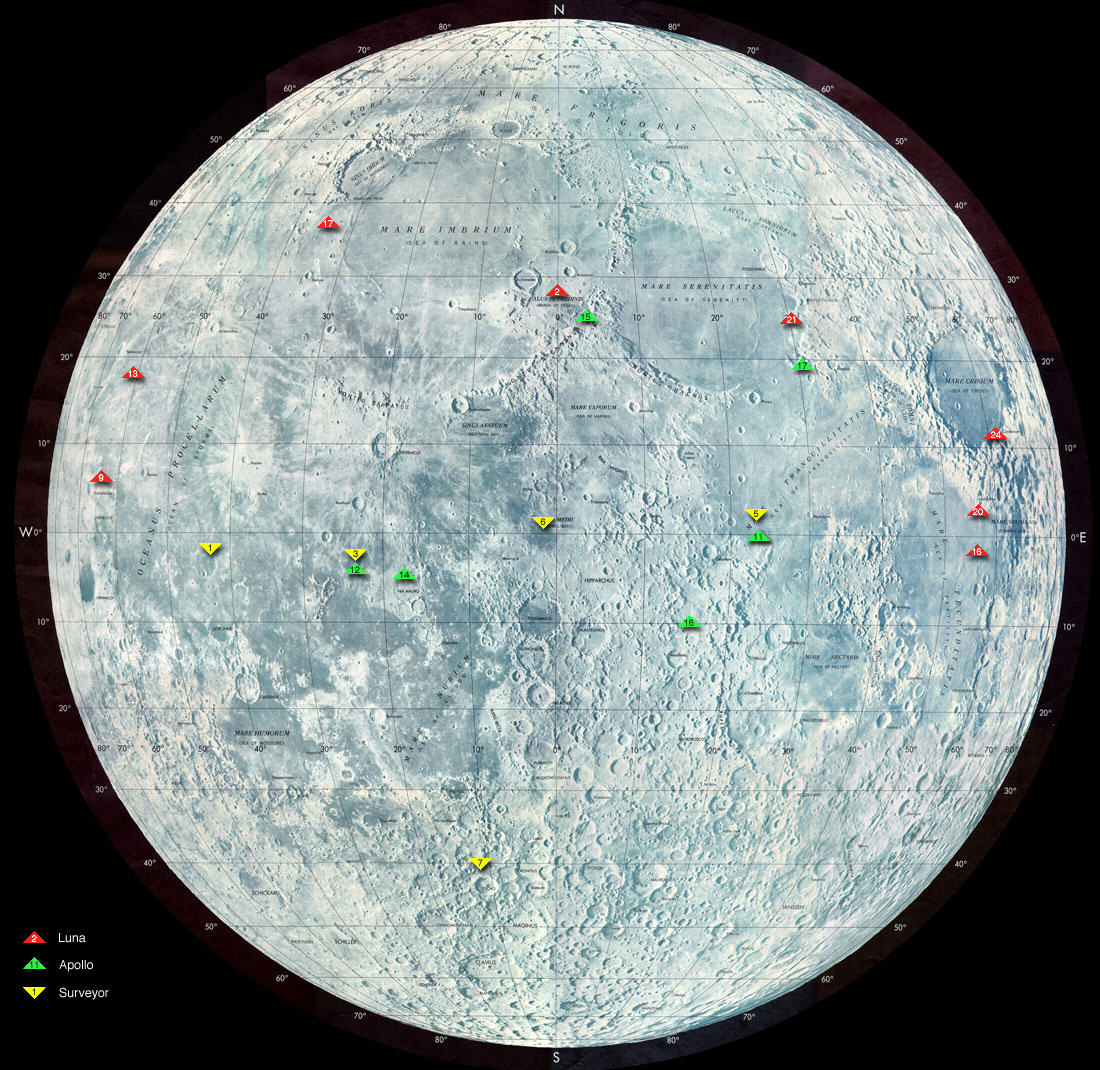
موقع مهمات لونا على القمر

برنامج لونا (بالروسية: Луна وتعني "القمر") هي سلسلة من المهمات الفضائية المرسلة إلى القمر من طرف الاتحاد السوفياتي ما بين 1959 و1976 بهدف دراسة القمر وأجرت العديد من التجارب لدراسة التركيب الكيميائي للقمر والجاذبية ودرجة الحرارة والإشعاع كما قامت أيضا بجمع عينات من تربة القمر. قامت بهذه المهمة 24 مركبة فضائية وكلها انطلقت من مركز بايكونور الفضائي. وقدرت تكلفة البرنامج بحوالي 4.5 مليار دولار أمريكي.

## الإنجازات
- لونا 1 ابتعد عن مساره المحدد وأصبح أول مركبة فضائية تدخل في مدار حول الشمس.
- لونا 2 اصطدم بسطح القمر ليصبح أول جسم من صنع الإنسان يصل إلى القمر.
- لونا 3 دخل في مدار حول القمر والتقط صورا للجانب البعيد من القمر والذي لا يمكن رؤيته أبدا من الأرض.
- لونا 9 أصبح أول مسبار يهبط بنجاح على جرم سماوي آخر. والتقط خمس صور لسطح القمر.
- لونا 10 أصبح أول قمر صناعي يدور حول القمر.

## رحلات لونا
| الاسم   | تاريخ الإطلاق  | النتيجة   | التفاصيل |
| ------- | -------------- | --------- | --- |
| لونا 1  | 2 يناير 1959   | نجاح جزئي | اقترب 6,000 كيلومتر من سطح القمر، ودخل في مدار الشمس.                                                                                          |
| لونا 2  | 12 سبتمبر 1959 | نجاح      | أول مسبار يصل إلى القمر. تحطمت عند 29.10 درجة شمالا - 0، 00 º 14-09-59.                                                                        |
| لونا 3  | 4 أكتوبر 1959  | نجاح      | 10/10/1959 حصلت على أول مجموعة صور للجانب المخفي للقمر.                                                                                        |
| لونا 4  | 2 أبريل 1963   | فشل       | فشلت في الهبوط. عبرت بارتفاع 8,500 كيلومتر حول سطح القمر، ودخلت في مدار الشمس.                                                                 |
| لونا 5  | 9 ماي 1965     | فشل       | فشلت في الهبوط. تحطمت على دإ 31 º º 8 E. |
| لونا 6  | 8 يونيو 1965   | فشل       | وافق 161,000 كيلومترا من سطح القمر، ودخل في مدار الشمس.                                                                                        |
| لونا 7  | 4 أكتوبر 1965  | فشل       | فشل في الهبوط. تحطمت عند 9 درجة شمالا و 40 º دبليو                                                                                             |
| لونا 8  | 3 ديسمبر 1965  | فشل       | فشل في الهبوط. تحطمت عند 9.1 º ن 63، 3 º دبليو.                                                                                                |
| لونا 9  | 31 يناير 1966  | نجاح      | نزل على القمر بنجاح في 3 شباط / فبراير الماضي 7.08 º نون - 64، و 4 درجات غربا، وإرسال الصور.                                                   |
| لونا 10 | 31 مارس 1966   | نجاح      | ساتل قمري. دار على مسافة 350 كيلومترا. خلال اتصال مدار 460 في 2 أشهر.                                                                          |
| لونا 11 | 24 أغسطس 1966  | نجاح      | اقترب من القمر لمسافة 159 كيلومترا. أنهى مهمته 01-10-1966.                                                                                     |
| لونا 12 | 22 أكتوبر 1966 | نجاح      | إلى 19-01-1967. |
| لونا 13 | 21 ديسمبر 1966 | نجاح      | نزل على سطح القمر، درس أرضية القمر. انهى عمله حتى 27-12-1966.                                                                                  |
| لونا 14 | 7 أبريل 1968   | نجاح      | ساتل قمري. دار على مسافة 160 كلم. |
| لونا 15 | 13 يوليو 1969  | فشل       | تحطمت في 21 يوليو 1969 بعد 52 دورة. وقد أطلق في نفس الأسبوع مع أبولو 11.                                                                       |
| لونا 16 | 12 سبتمبر 1970 | نجاح      | هبوط على القمر ل0.68 دإ 56 º، 30 درجة شرقا على 20-09-1970. عاد إلى الأرض يوم 24 سبتمبر مع 101 غرام من البازلت القمر.                           |
| لونا 17 | 10 نوفمبر 1970 | نجاح      | نزل على القمر 17-11-1970 تحمل Lunokhod 1 على 38.28 درجة شمالا - 35 º دبليو.                                                                    |
| لونا 18 | 2 سبتمبر 1971  | فشل       | تحطمت بعد 54 دورة حول القمر. |
| لونا 19 | 28 سبتمبر 1971 | نجاح      | دار 4000 مرة قبل أن يفقد الاتصال. |
| لونا 20 | 14 فبراير 1972 | نجاح      | نزل على سطح القمر في 21-02-1972 على 3.57 ن º 56، 50 شرقا. وجه الأرض 30 جراما عينات من تربة القمر على 25 فبراير 1972.                           |
| لونا 21 | 8 يناير 1973   | نجاح      | نزل على سطح القمر في 16-01-1973 على 25.85 ن 30 º، 45 º الإلكترونية التي تحمل Lunokhod 2.                                                       |
| لونا 22 | 2 يونيو 1974   | نجاح      | إلى 06-11-1975. |
| لونا 23 | 28 أكتوبر 1974 | فشل       | نزل على سطح القمر في بحر كريسيوم. فشل في جمع العينات. فقدت الاتصال في 09-11-1975.                                                              |
| لونا 24 | 14 أغسطس 1976  | نجاح      | نزل على سطح القمر في 18 أغسطس 1976 على 12.25 º ن 62، 20 شرقا. حفر حتى 2 متر وعادالى الأرض في 22 أغسطس 1976 مع 170 غرام من عينات من تربة القمر. |